# Frotis
Un frotis consiste en la extensión de una muestra de fluido corporal (humano o animal)  sobre un portaobjetos para su análisis clínico.

## Técnica
El material biológico a examinar se extiende formando una capa muy fina sobre un portaobjetos. Se fija al aire con calor o algún líquido especial, se somete a tinciones y generalmente se protege con un cubreobjetos, lo que permite su estudio clínico mediante un microscopio.

## Tipos
Se clasifica en función del material biológico estudiado:
- Sangre
- Secreciones
- Exudados
- Aspirados